# American (rodiggio)

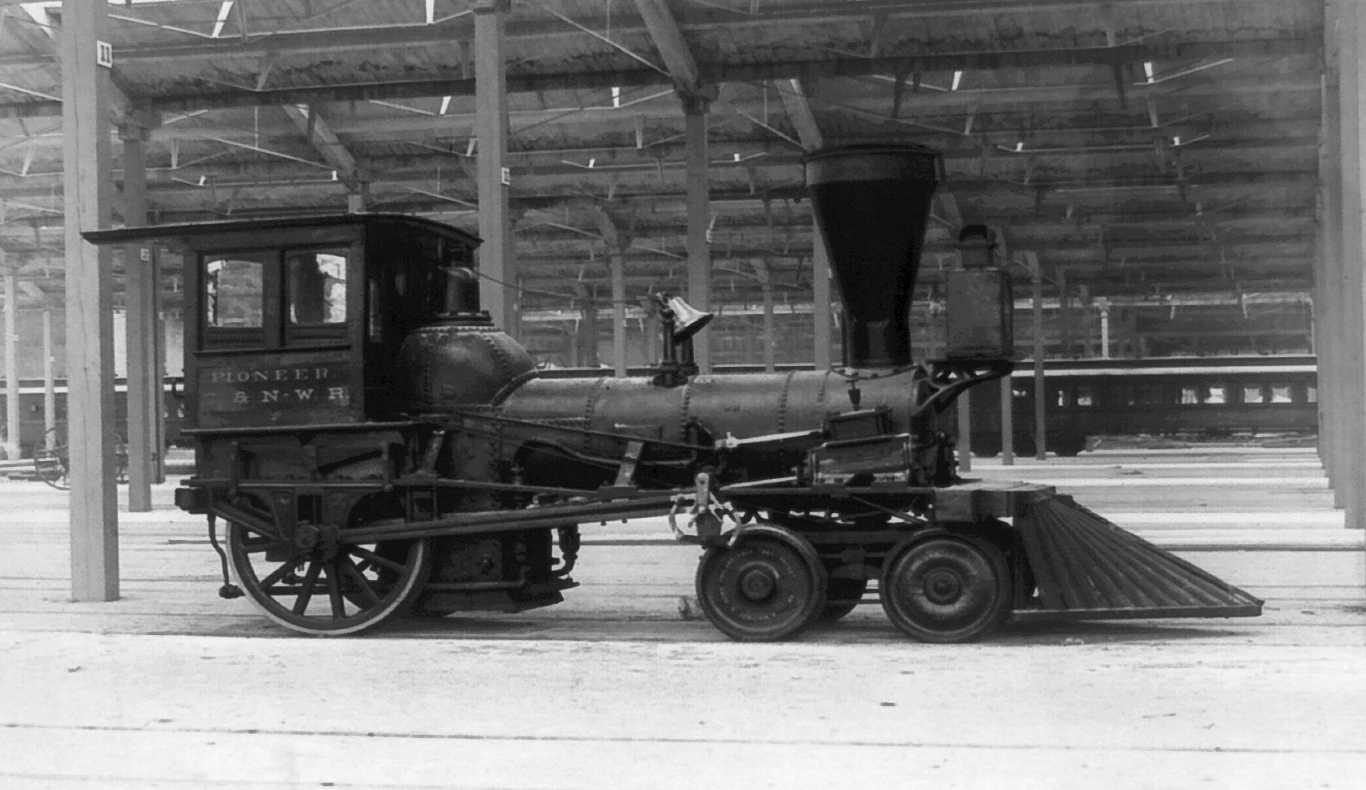
La prima locomotiva della Chicago and North Western Railway, 4-2-0 Pioneer

American (o American Standard) è una delle configurazioni più antiche di rodiggio e prende tale nome perché usato diffusamente negli Stati Uniti agli albori delle ferrovie.
Secondo la notazione Whyte classifica le locomotive a vapore 4-2-0 cioè quelle il cui rodiggio è costituito da un carrello a due assi portante anteriore e un asse motore posteriore.  Tale tipo di locomotive  spesso dette anche tipo Jervis furono tipiche delle costruzioni americane tra 1830 e 1850.
Altre classificazioni equivalenti sono:
- classificazione UIC: 2′A (anche nota come classificazione tedesca e classificazione italiana)
- classificazione francese: 2-1-0
- classificazione turca: 13
- classificazione svizzera: 1/3

## Storia

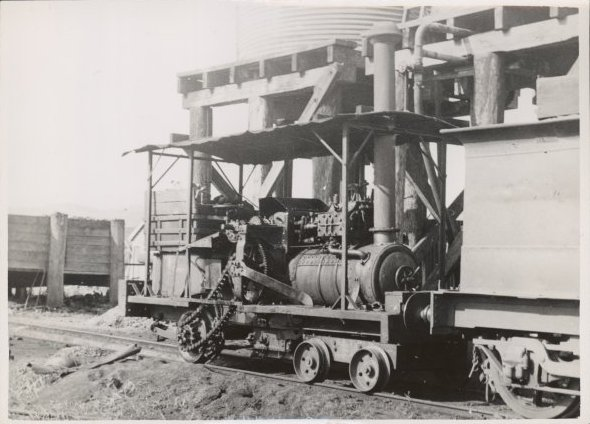
Un'inusuale trasmissione a catena 4-2-0 basata su una Edwin Foden, Sons & Co. carro a vapore operativo sulla Beaudesert Shire Tramway

Il primo esempio di 4-2-0 costruita fu la Experiment (chiamata dopo Brother Jonathan) per la Mohawk and Hudson Railroad nel 1832. Fu costruita dalla West Point Foundry su disegno di John B. Jervis. Il boiler e le valvole si basano sulla macchina di  Robert Stephenson d'Inghilterra.